# Menemerus milloti
Menemerus milloti är en spindelart som beskrevs av Denis 1966. Menemerus milloti ingår i släktet Menemerus och familjen hoppspindlar. Inga underarter finns listade i Catalogue of Life.